# Houetteville
Houetteville település Franciaországban, Eure megyében. Lakosainak száma 194 fő (2022. január 1.). Houetteville Bérengeville-la-Campagne, Brosville, Canappeville és Hondouville községekkel határos.

## Népesség
A település népességének változása:
| Lakosok száma | 155  | 165  | 173  | 214  | 210  | 204  | 205  | 202  | 198  | 194  |
|               | 1968 | 1982 | 1990 | 2006 | 2013 | 2015 | 2017 | 2019 | 2020 | 2022 |